# Porsmyrtjärnen
Porsmyrtjärnen är före detta sjö i Umeå kommun i Västerbotten och ingår i Hörnån-Öreälvens kustområde.